# Десантні кораблі проєкту 23900
Десантні кораблі проєкту 23900, або класу «Іван Рогов» — це новітній клас російських універсальних десантних кораблів, призначених для заміни французьких кораблів класу «Містраль», два з яких були замовлені Росією у 2011 році, але Франція відмовилася поставити їх у вересні 2014 року через російсько-українську війну. 22 травня 2020 року було підписано контракт на будівництво двох кораблів проєкту 23900 водотоннажністю 40 тис. тонн. Будівництво веде ВАТ «Зеленодольське конструкторське бюро», що входить до складу ВАТ "Суднобудівна корпорація «Ак Барс».
Раніше пропонувалися назви «Лавина» та «Прибой» для проєкту серії десантних кораблів — проекти були запропоновані Невським конструкторським бюро та Криловським державним науковим центром на заміну Містралям.
Проект 23900 є наступником нереалізованої радянської програми десантних кораблів проекту 11780.

## Історія

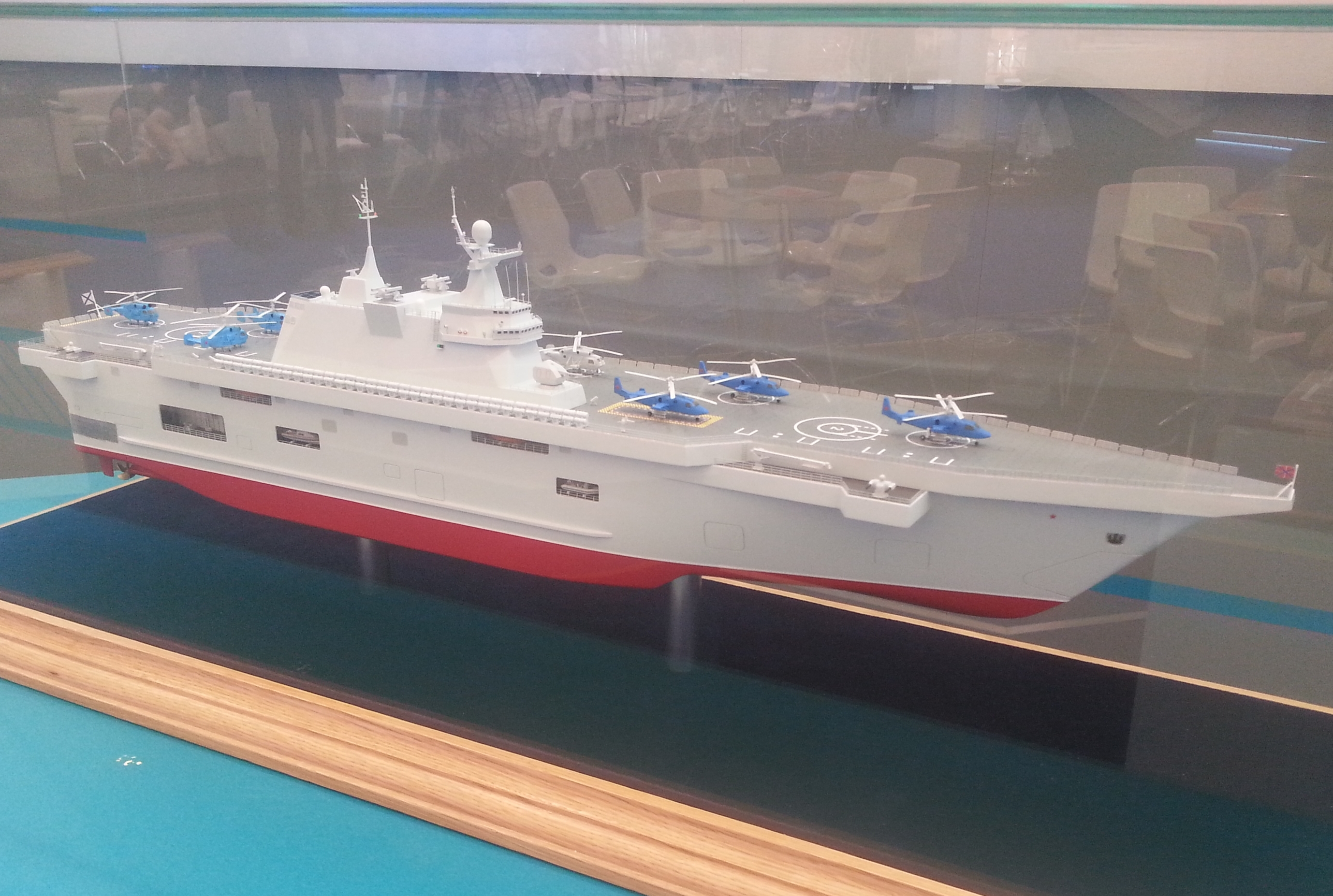
Модель оригінального дизайну «Прибой».

Спочатку проєкти гелікоптероносця «Прибой» та «Лавіна» були представлені в червні 2015 року під час військово-технічного форуму «АРМІЯ-2015», як заміна двох кораблів класу «Містраль», замовлених Росією в 2011 році за ціною 1,3 дол. за контракт. Однак через санкції щодо Росії французи відмовилися продовжувати поставку, і у 2015 році угоду призупинили. Згодом Франція повернула Росії депозит, сплачений за будівництво обох кораблів. Врешті обидва кораблі були продані ВМС Єгипту.
25 травня 2017 року заступник міністра оборони Росії Юрій Борисов заявив, що цикл будівництва нового російського вертольотоносця триватиме не менше чотирьох років, а перший такий корабель буде завершено до 2022 року.
У червні 2017 року віце-президент «Об'єднаної суднобудівної корпорації» Ігор Пономарьов заявив, що вертольотоносці «Прибой» реалізуються в рамках Нової державної програми озброєння Росії на 2018—2025 роки і що будівництвом кораблів може займатися Петербурзька «Північна корабельня», Балтійський завод або Севмаш.
11 вересня 2019 року повідомлялося, що перше і друге судно класу будуть закладені в травні 2020 року на суднобудівному заводі «Залив» в Криму.
22 травня 2020 року, за повідомленням інформаційного агентства ТАСС, Міноборони Росії підписало угоду на будівництво двох універсальних десантних кораблів на суму 100 млрд рублів, будівництво яких відбуватиметься на суднобудівному заводі «Залив» у Криму. Два кораблі повинні бути передані ВМФ Росії в 2026 і 2027 роках відповідно.
20 липня 2020 року під час церемонії закладки було офіційно оголошено назви перших двох кораблів. Кораблі отримали назви «Іван Рогов» і «Митрофан Москаленко», як і два вже списані судна «Іван Рогов».
28 лютого 2021 року повідомлялося, що суднобудівники приступили до будівництва корпусів двох майбутніх десантних кораблів. Також повідомлялося, що будівництво йде за графіком, водотоннажність кожного з них становитиме 40 тис. тонн, і що кораблі зможуть нести до чотирьох безпілотників Сухого С-70 «Охотник-Б», як для виконання ударних, так і для здійснення цілевказівки для гіперзвукових ракет «Циркон», які запускатимуться з інших кораблів.
11 жовтня 2021 року повідомлялося, що «Митрофан Москаленко» стане флагманом Чорноморського флоту.

## Дизайн
«Лавіна» — перше позначення класу, оприлюднене на військово-технічному форумі «АРМІЯ-2015», позначає більш важкий варіант конструкції Крилова водотоннажністю близько 24 тис. тонн. «Прибой» —це більш легкий варіант конструкції Невського, водотоннажністю близько 14 000 тонн.
Судячи з зображень, показаних Володимиру Путіну на виставці, присвяченій майбутньому російського флоту в січні 2020 року, два кораблі проєкту 23900, замовлені для російського флоту, виглядають похідними від французьких «Mistral» і мають схожу архітектуру та розміри. Проект 23900 буде ще більшим і водотоннажністю близько 40 000 тонн.
20 липня 2020 року на офіційній церемонії закладки проекту 23900 було продемонстровано створене комп'ютером зображення військового корабля. Виходячи з цього зображення, проект 23900 виглядає як гібрид між «Лавина» та «Mistral».
14 грудня 2021 року повідомлялося, що кораблі проекту 23900 зможуть нести ударні та розвідувальні безпілотники, що значно підвищить бойові можливості вертольотоносців.
6 січня 2022 року повідомлялося, що десантні кораблі будуть озброєні безпілотними надводними кораблями протимінної боротьби, які будуть виявляти, ідентифікувати та знищувати морські міни. Це дозволить суднам працювати незалежно від підтримки тральщиків, дозволяючи їм самостійно виконувати місії у відкритих водах.
20 червня 2024 року повідомлялося, що «Іван Рогов» буде готовий до заводських і ходових випробувань до кінця 2027 року і повинен бути переданий ВМФ Росії в 3 кварталі 2028 року.

## Експорт
Крилов також запропонував експортний варіант конструкції «Прибой», який отримав назву «Прибой-Е».

## Кораблі
Курсивом позначені оцінки
| Ім'я                | Будівельник   | Закладено     | Запущено | Здача в експлуатацію | Флот                | Статус    |
| ------------------- | ------------- | ------------- | -------- | -------------------- | ------------------- | --------- |
| Іван Рогов          | Завод «Залив» | 20 липня 2020 |          | 2028                 | Тихоокеанський флот | Будується |
| Митрофан Москаленко | Завод «Залив» | 20 липня 2020 |          | 2029                 | Чорноморський флот  | Будується |